# Saint-Germain-sur-l’Arbresle
Saint-Germain-sur-l’Arbresle (Aussprache [sɛ̃ ʒɛʁˈmɛ̃ syʁ laʁˈbʁɛl]) ist eine ehemalige Gemeinde mit 1558 Einwohnern (Stand: 1. Januar 2022) im französischen Département Rhône in der Region Auvergne-Rhône-Alpes. Sie gehörte zum Arrondissement Villefranche-sur-Saône. Die Bewohner werden Saint-Germinois und Saint-Germinoises genannt.
Der Erlass des Präfekten vom 12. November 2012 legte mit Wirkung zum 1. Januar 2013 die Eingliederung von Saint-Germain-sur-l’Arbresle zunächst als Commune déléguée zusammen mit der früheren Gemeinde Nuelles zur Commune nouvelle Saint-Germain-Nuelles fest. Nach einigen Monaten wurde der Status als Commune déléguée vom Gemeinderat widerrufen.

## Geografie

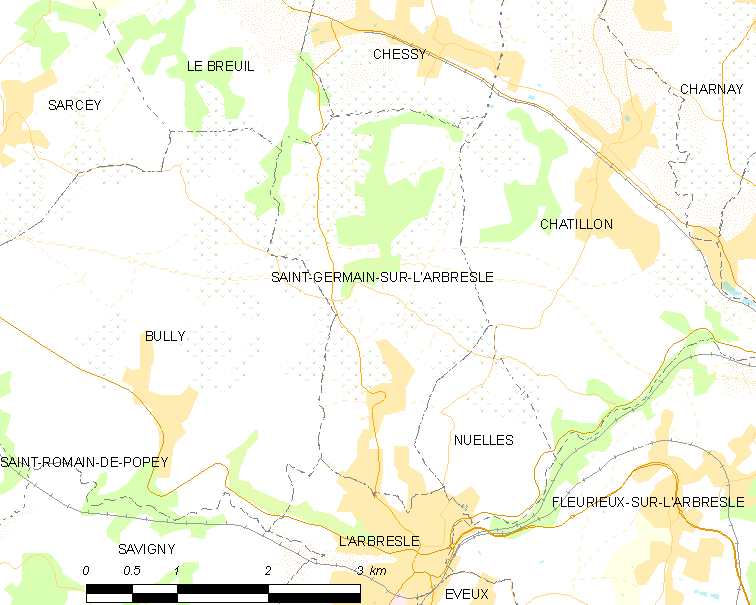
Karte von Saint-Germain-sur-l’Arbresle

Saint-Germain-sur-l’Arbresle liegt etwa 20 Kilometer nordwestlich von Lyon und etwa 17 Kilometer südsüdwestlich von Villefranche-sur-Saône in der Région naturelle des Beaujolais. Aus geologischer Sicht besteht der Boden der Ortsfläche aus Schichten des Trias, des Unterjuras und aus Schotterlagerstätten. Die kultivierten Böden sind daher kieselhaltig, vermischt mit Ton oder mit Kalk. Das Ortsgebiet befindet sich auf einem Hochplateau, eingerahmt von den Tälern der Azergues, der Brévenne und der Turdine. Das Relief ist leicht hügelig mit Höhen im Allgemeinen über 300 m mit einer Anhöhe im Nordwesten, an der mit 420 m die höchste Erhebung des Orts gemessen wird. Der tiefste Punkt liegt im Nordosten mit 259 m. Saint-Germain-sur-l’Arbresle liegt im Einzugsgebiet der Rhone und wird entwässert von den zeitweise trockenfallenden Ruisseau du Moulin und Goutte de Glay. Im Südwesten des Ortsgebietes befindet sich eine ausgedehnte Fischaufzuchtstätte.
Umgeben wird Saint-Germain-sur-l’Arbresle von fünf Nachbargemeinden und einem Ortsteil von Saint-Germain-Nuelles:
| Le Breuil | Chessy                                      |                    |
| Bully     | Kompassrose, die auf Nachbargemeinden zeigt | Châtillon          |
|           | L’Arbresle                                  | Nuelles (Ortsteil) |

## Geschichte
Das Gebiet von Saint Germain sur l’Arbresle wurde schon sehr früh von den Galloromanen besiedelt. Der einzige Beweis ist der Weiler Glay, wo etwa im zweiten Jahrhundert eine Zisterne, ein Wasserreservoir oder Becken, errichtet wurde.
Im Weiler von La Vavre wurde etwa im 11. Jahrhundert eine Erdhügelburg erbaut, eine von einer hölzernen Palisade umgebene Erhebung, auf der sich eine Holzkonstruktion befand. Die älteste bekannte Erwähnung der Gemeinde stammt aus dem Jahr 960 (Kopialbuch der Abtei von Savigny: „Schenkung von zwei Feldern mit Weinreben, Obstgärten und Wäldern im Landgut namens Conziacus“. Februar 970: Schenkung eines Feldes, eines Weinbergs und eines Gartens im Landgut Versennaycus. Versenaico, Versennaco, Versennacus bezeichneten den südlichen Teil des Orts).
Von dem Rang der Villa den Conzacius (Conzy) und Versennaycus innehatten, behielt nur letzterer seinen Rang. Im 11. und 12. Jahrhundert änderte sich der Name und wurde zunächst Versenac, dann Versennes und schließlich Saint-Germain. Der Schutzpatron des Orts wurde der heilige Germanus von Auxerre.
Während des Ancien Régime war die Pfarrgemeinde von Saint Germain sur l’Arbresle eine Filialgemeinde von L’Arbresle, die Gerichtsbarkeit unterstand dem Seneschall in Lyon, der Seigneur war der Abt von Savigny.
1793 hieß die Gemeinde kurzzeitig Barras sur l’Arbresle.
In den Steinbrüchen im Weiler Glay, die seit der zweiten Hälfte des 15. Jahrhunderts betrieben werden, werden enorme Mengen an Steinen gebrochen und von Generationen Steinbrucharbeitern und Steinmetzen geschnitten. Das goldene Zeitalter der Steinbrüche waren das 17. und 18. Jahrhundert. Für den Bau von Häusern im Stadtteil Saint-Nizier werden Steine bis nach Lyon geliefert. Der Steinbruch von Oncin, auch Glay genannt, lieferte diesen wunderschönen durch Eisenoxide gelb gefärbten Kalkstein in die gesamte Region südlich des Azergues-Tals im Umkreis von 40 bis 50 Kilometer, bevor die Eisenbahn ab 1876 die Lieferung bis in die Loire, nach Ain und Isère ermöglichte. Im Jahr 1798 gab es 15 Steinmetze, 1890 waren es drei und 1910 nur noch einer. Der letzte Steinbruch, jener von Joseph Dessainjean (1888–1961), wurde 1947 geschlossen. Wie bei allen anderen Steinbrüchen war der Rückgang auf die zunehmende Verwendung von Zement ab den 1880er Jahren und die Ankunft der Eisenbahn zurückzuführen, die es ermöglichte, sich zu geringeren Kosten aus anderen Regionen zu beliefern.

## Bevölkerungsentwicklung
| Saint-Germain-sur-l’Arbresle: Einwohnerzahlen von 1793 bis 2020                                                            | Saint-Germain-sur-l’Arbresle: Einwohnerzahlen von 1793 bis 2020 | Saint-Germain-sur-l’Arbresle: Einwohnerzahlen von 1793 bis 2020 | Saint-Germain-sur-l’Arbresle: Einwohnerzahlen von 1793 bis 2020 | Saint-Germain-sur-l’Arbresle: Einwohnerzahlen von 1793 bis 2020 |
| --- | --------------------------------------------------------------- | --------------------------------------------------------------- | --------------------------------------------------------------- | --------------------------------------------------------------- |
| Jahr |                                                                 |                                                                 |                                                                 | Einwohner                                                       |
| 1793 | 1793                                                            |                                                                 | 649                                                             | 649                                                             |
| 1800 | 1800                                                            |                                                                 | 607                                                             | 607                                                             |
| 1806 | 1806                                                            |                                                                 | 775                                                             | 775                                                             |
| 1821 | 1821                                                            |                                                                 | 698                                                             | 698                                                             |
| 1831 | 1831                                                            |                                                                 | 743                                                             | 743                                                             |
| 1836 | 1836                                                            |                                                                 | 742                                                             | 742                                                             |
| 1841 | 1841                                                            |                                                                 | 750                                                             | 750                                                             |
| 1846 | 1846                                                            |                                                                 | 813                                                             | 813                                                             |
| 1851 | 1851                                                            |                                                                 | 875                                                             | 875                                                             |
| 1856 | 1856                                                            |                                                                 | 840                                                             | 840                                                             |
| 1861 | 1861                                                            |                                                                 | 866                                                             | 866                                                             |
| 1866 | 1866                                                            |                                                                 | 905                                                             | 905                                                             |
| 1872 | 1872                                                            |                                                                 | 825                                                             | 825                                                             |
| 1876 | 1876                                                            |                                                                 | 922                                                             | 922                                                             |
| 1881 | 1881                                                            |                                                                 | 956                                                             | 956                                                             |
| 1886 | 1886                                                            |                                                                 | 847                                                             | 847                                                             |
| 1891 | 1891                                                            |                                                                 | 738                                                             | 738                                                             |
| 1896 | 1896                                                            |                                                                 | 776                                                             | 776                                                             |
| 1901 | 1901                                                            |                                                                 | 744                                                             | 744                                                             |
| 1906 | 1906                                                            |                                                                 | 700                                                             | 700                                                             |
| 1911 | 1911                                                            |                                                                 | 666                                                             | 666                                                             |
| 1921 | 1921                                                            |                                                                 | 588                                                             | 588                                                             |
| 1926 | 1926                                                            |                                                                 | 610                                                             | 610                                                             |
| 1931 | 1931                                                            |                                                                 | 588                                                             | 588                                                             |
| 1936 | 1936                                                            |                                                                 | 521                                                             | 521                                                             |
| 1946 | 1946                                                            |                                                                 | 546                                                             | 546                                                             |
| 1954 | 1954                                                            |                                                                 | 608                                                             | 608                                                             |
| 1962 | 1962                                                            |                                                                 | 558                                                             | 558                                                             |
| 1968 | 1968                                                            |                                                                 | 629                                                             | 629                                                             |
| 1975 | 1975                                                            |                                                                 | 694                                                             | 694                                                             |
| 1982 | 1982                                                            |                                                                 | 822                                                             | 822                                                             |
| 1990 | 1990                                                            |                                                                 | 942                                                             | 942                                                             |
| 1999 | 1999                                                            |                                                                 | 1.123                                                           | 1.123                                                           |
| 2006 | 2006                                                            |                                                                 | 1.329                                                           | 1.329                                                           |
| 2013 | 2013                                                            |                                                                 | 1.433                                                           | 1.433                                                           |
| 2020 | 2020                                                            |                                                                 | 1.559                                                           | 1.559                                                           |
| Quelle(n): EHESS/Cassini bis 1999, INSEE ab 2006 Anmerkung(en): Ab 1962 offizielle Zahlen ohne Einwohner mit Zweitwohnsitz |                                                                 |                                                                 |                                                                 |                                                                 |

## Sehenswürdigkeiten
- Steinbrüche von Oncin
- Neugotische Kirche Saint-Germain aus dem 19. Jahrhundert, ersetzt einen Vorgängerbau aus dem 11. oder 12. Jahrhundert
- Flurkreuz, genannt „du Mont“, im Weiler La Charrière unweit des Ortszentrums, 1648 errichtet, seit 1926 als Monument historique eingeschrieben

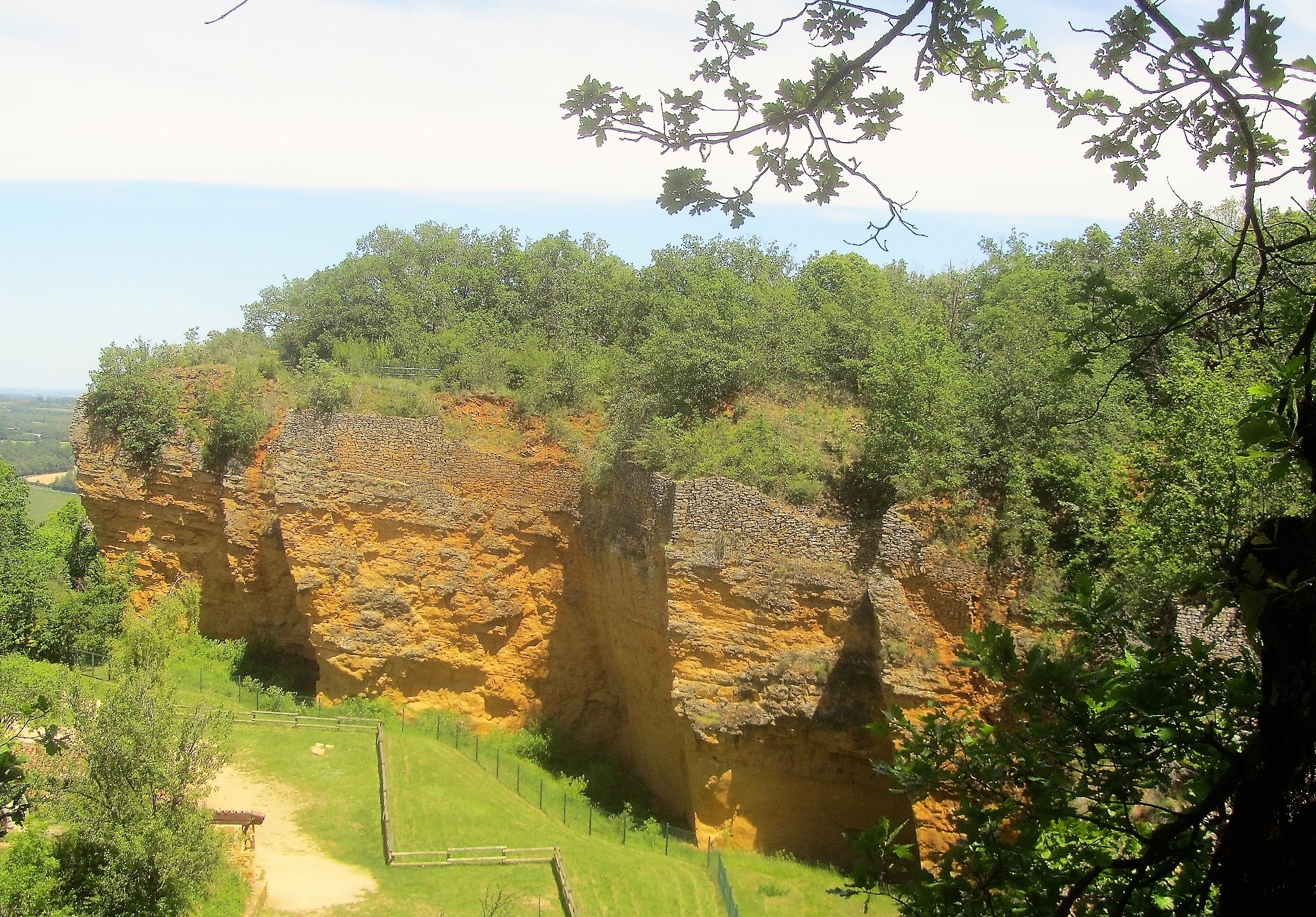
Steinbrüche von Oncin
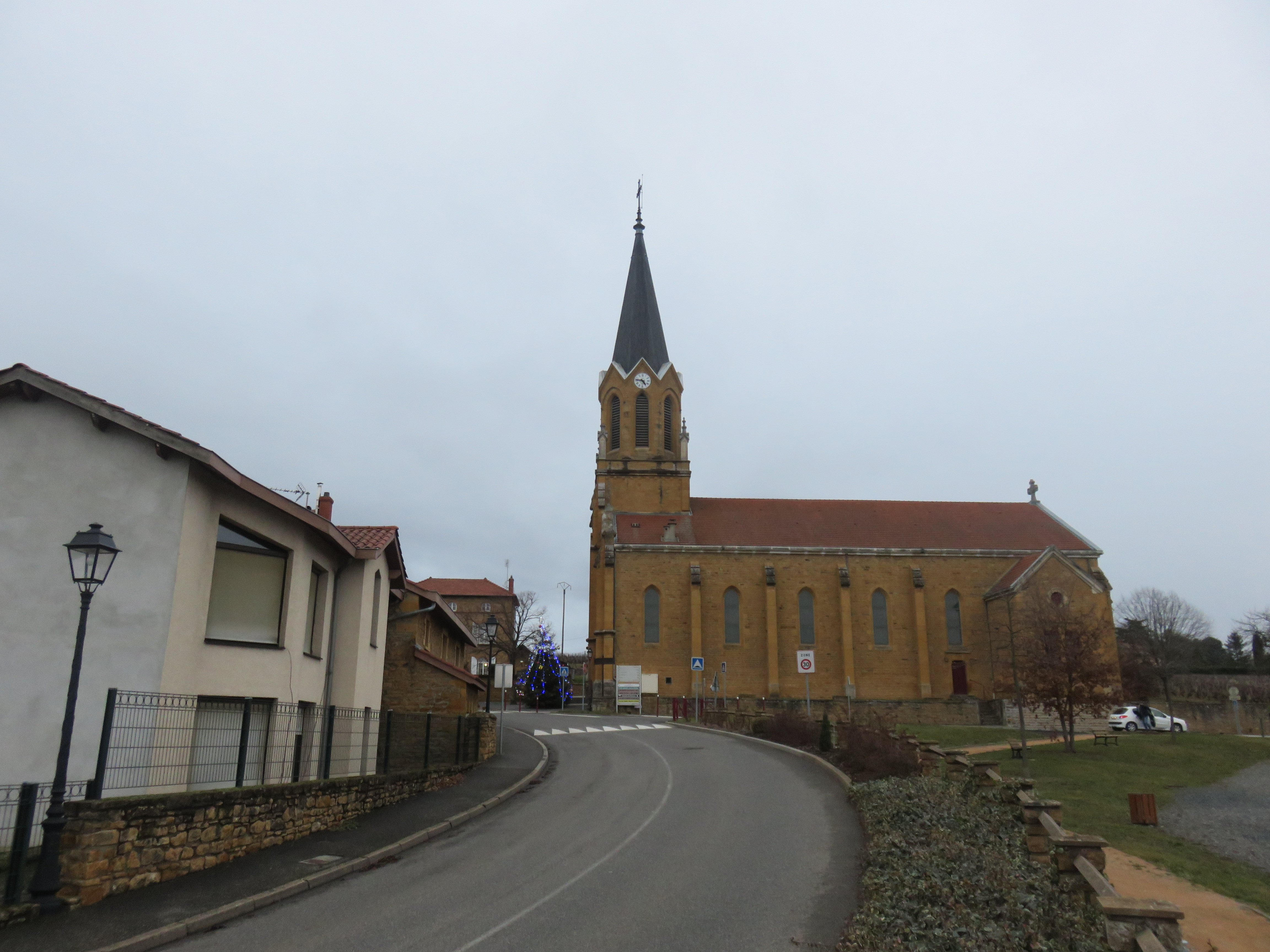
Kirche Saint-Germain
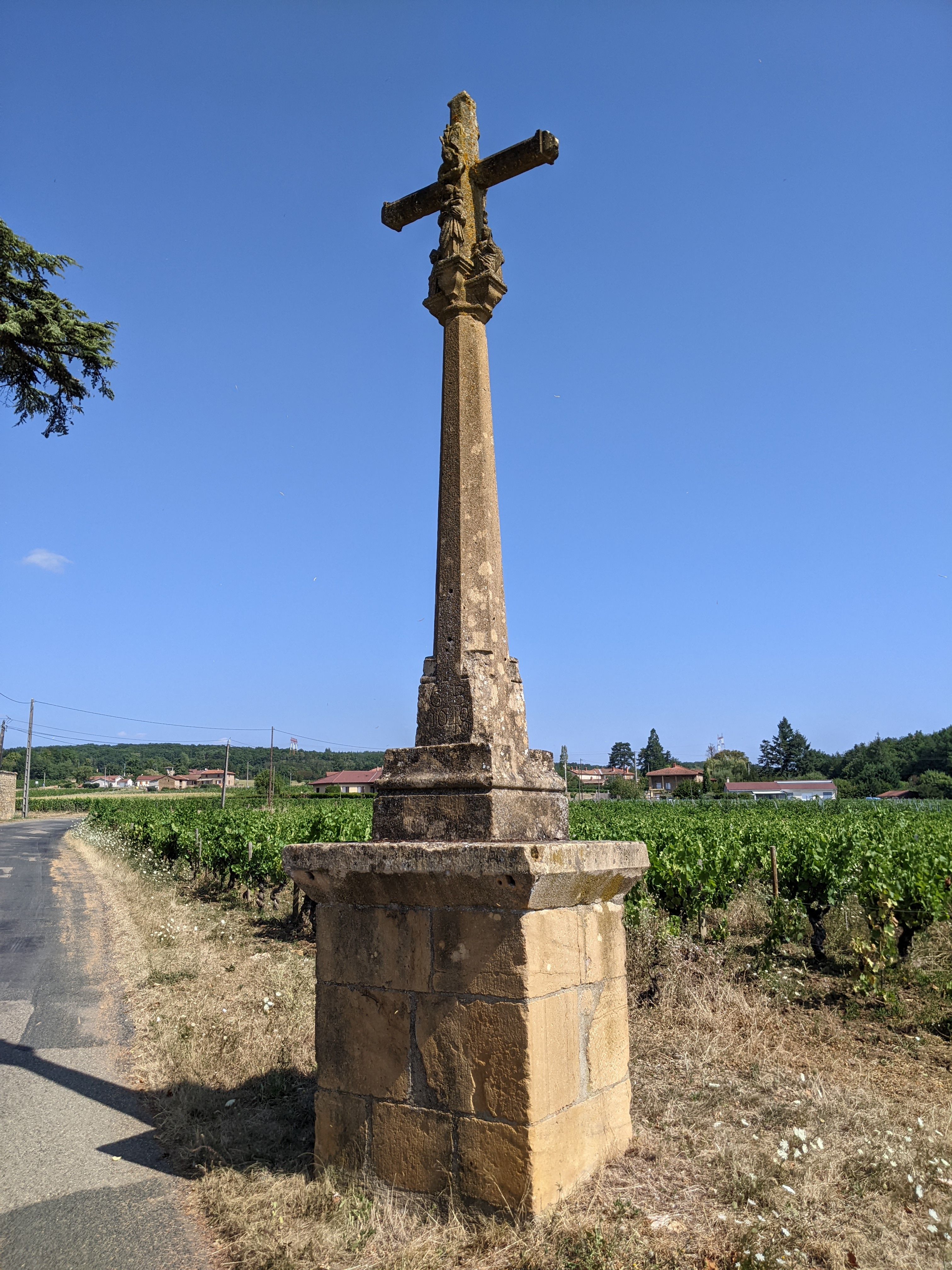
Flurkreuz „du Mont“